# 6871 Verlaine
6871 Verlaine (1993 BE8) là một tiểu hành tinh vành đai chính được phát hiện ngày 23 tháng 1 năm 1993 bởi E. W. Elst ở La Silla.